# بردگوری آلیکوه ۳
بردگوری آلیکوه ۳ در شهرستان اردل، روستای آلیکوه واقع شده و این اثر در تاریخ ۸ خرداد ۱۳۸۰ با شمارهٔ ثبت ۳۸۷۹ به‌عنوان یکی از آثار ملی ایران به ثبت رسیده است.